# Паргас
Па́ргас (швед. Pargas) або Па́райнен (фін. Parainen) — муніципальний район однойменного міста, у минулому місто в провінції Південно-Західна Фінляндія в губернії Західна Фінляндія в безпосередній близькості від міста Турку і Кааріна.
З 1 січня 2009 року був об'єднаний з громадами Нагу, Корпо, Хоутскар і Ініє, створвши нове місто Вестобуланд (швед. Väståboland) або Західна Турунмаа (фін. Länsi-Turunmaa); 1 січня 2012 місто було перейменовано в Парайнен.

## Історія
Перші згадки про поселення в Паргасі відносяться до 1100-х років.
Статус міського поселення закріплений в 1948 році, а міста - в 1977 році.
У місті багато пам'яток таких, як, наприклад, найкрасивіший у світі архіпелаг, найбільший в Фінляндії і Скандинавії вапняний кар'єр з розробки вапняку відкритим способом глибиною 100 метрів, де видобуток ведеться безперервно з 1300-х років; середньовічна церква з сірого граніту, район міста Ванха Малмі (Vanha Malmi), Музей Скюттала, а також Краєзнавчий і Промисловий музеї, Музейне кафе Fredrikan tupa, середньовічний маєток Куїто (Qvidjan), вівчарська ферма Стенторп, садиба Лофсдал зі своїми антикварними інтер'єрами, заповідник Ленхолма з дубовими гаями і прибережними луками, хата матроса Саттмарк від XVIII століття, виноробна ферма Таммілуото на острові Лемлахті, єдина в Фінляндії фабрика з випуску сигар Cigar Factory J. Sundqvist і розарій Віоли Ренвалл біля ратуші.

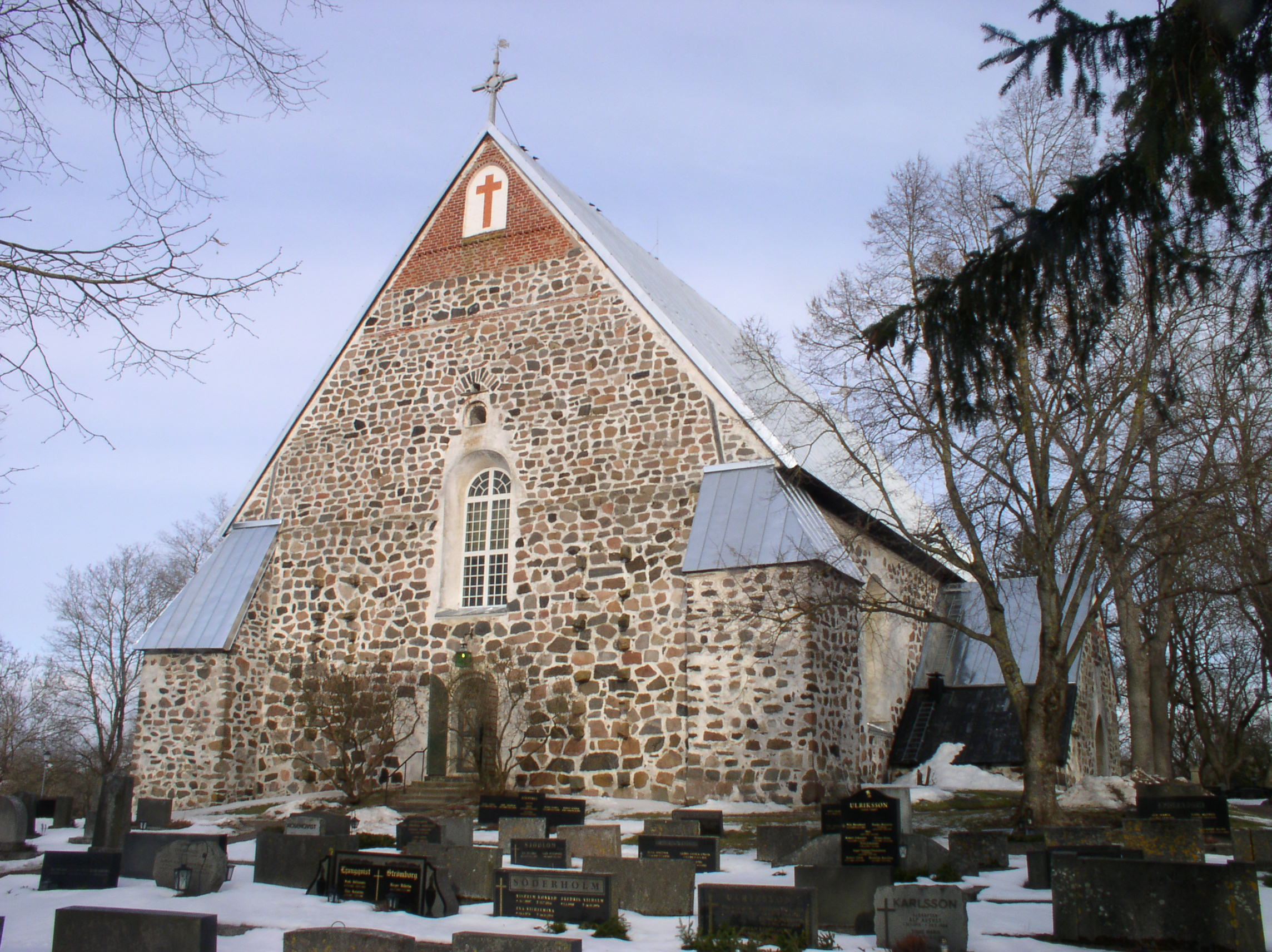
Церква в Паргасі

Однією з найяскравіших картин фінської художниці Дори Вальрус (Anna Dorothée (Dora) Wahlroos) написаної в кінці 1800-х є робота «Ilta Paraisilla» (Вечірній Паргас). Також 1896-1897 роках художниця розписувала в Паргасі вівтар церкви, написавши картину «Нагірна проповідь» (Alttaritaulu on nimeltään Vuorisaarna).

### Щорічні заходи
У місті щорічно проводяться: «Ринок остров'ян», «Дні Парайнен», Органний фестиваль Парайнен, свято району Vanha Malmi, літній театр Teatteripuulaaki, всесвітньо відомий музичний фестиваль «Rowlit-Party in Rock», Maalaispirssi або Kiva i Pargas, Тиждень культури, яку закінчує Ніч древніх вогнів, Відкриття Різдвяної вулиці і Різдвяний ярмарок в районі Ванха Малмі.

### Клімат
| Клімат Паргас         | Клімат Паргас | Клімат Паргас | Клімат Паргас | Клімат Паргас | Клімат Паргас | Клімат Паргас | Клімат Паргас | Клімат Паргас | Клімат Паргас | Клімат Паргас | Клімат Паргас | Клімат Паргас | Клімат Паргас |
| Показник              | Січ.          | Лют.          | Бер.          | Квіт.         | Трав.         | Черв.         | Лип.          | Серп.         | Вер.          | Жовт.         | Лист.         | Груд.         | Рік           |
| Середній максимум, °C | −2,8          | −2,7          | 0,8           | 7,0           | 14,4          | 18,9          | 22,2          | 20,5          | 15,1          | 8,7           | 3,7           | 0,2           | 8,8           |
| Середній мінімум, °C  | −9,4          | −10,3         | −8            | −1,9          | 3,3           | 8,3           | 12,0          | 11,0          | 7,0           | 2,2           | −1,4          | −5            | 0,7           |
| Норма опадів, мм      | 44            | 28            | 24            | 35            | 31            | 46            | 64            | 78            | 65            | 64            | 58            | 51            | 588           |
| --------------------- | ------------- | ------------- | ------------- | ------------- | ------------- | ------------- | ------------- | ------------- | ------------- | ------------- | ------------- | ------------- | ------------- |
| Джерело:              |               |               |               |               |               |               |               |               |               |               |               |               |               |

### Населення
54% жителів Парайнена використовують шведську мову в якості основної, а 45% - фінську.
| 1980   | 1985     | 1990     | 1995     | 2000     | 2005     | 2010     | 2014     |
| ------ | -------- | -------- | -------- | -------- | -------- | -------- | -------- |
| 14 563 | ▲ 15 236 | ▲ 15 712 | ▼ 15 583 | ▼ 15 295 | ▲ 15 298 | ▼ 15 501 | ▼ 15 482 |

### Транспорт
Через Паргас відкривається дорога, що веде через Корппоо по островам архіпелагу. Загальна протяжність маршруту 250 кілометрів.
Найзручніший морський шлях в Паргас (Парайнен) - це південний фарватер глибиною 7,5 м через Парайстен Портті (Ворота Парайнен). З боку Турку можна вибрати фарватер під мостом Хессунд, навколо міста зі східної сторони. Глибина фарватеру - 1,5 м. Третій альтернативний шлях - з боку Айрісто по фарватеру глибиною 2,1 між півостровами Stormälö і Lillmälö. На цьому шляху є підйомний міст, а також міст і силові лінії з вільною висотою 14 м.
Шосейні дороги пов'язують місто з іншими великими містами Фінляндії. Також є зв'язок на шхерних суднах і поромах до віддалених островів архіпелагу.
| - Гельсінкі — 167 км - Турку — 22 км | - Кааріна — 15 км - Сало — 60 км | - Рованіємі — 708 км | - Науво — 26 км. |

### Відомі городяни
- Клас Флемінг — військовий і державний діяч Швеції.
- Аймо Аалтонен — фінський політичний діяч.

## Міста-побратими
| - Ханинге - Ульстейн | - Чудово (с 2002) - Кярдла |

## Примітка
1. ↑  Парайнен. Архів оригіналу за 4 березня 2016. Процитовано 27 грудня 2017.
2. ↑  Suomen asukasluvut kuukausittain – Kunnittain aakkosjärjestyksessä. [Архівовано 2015-10-30 у Wayback Machine.] 30.9.2014. Väestörekisterikeskus
3. ↑  Общество дружбы породненных городов Чудово — Паргас (Парайнен). Архів оригіналу за 5 березня 2016. Процитовано 27 грудня 2017.